# San Basilio (Rom)

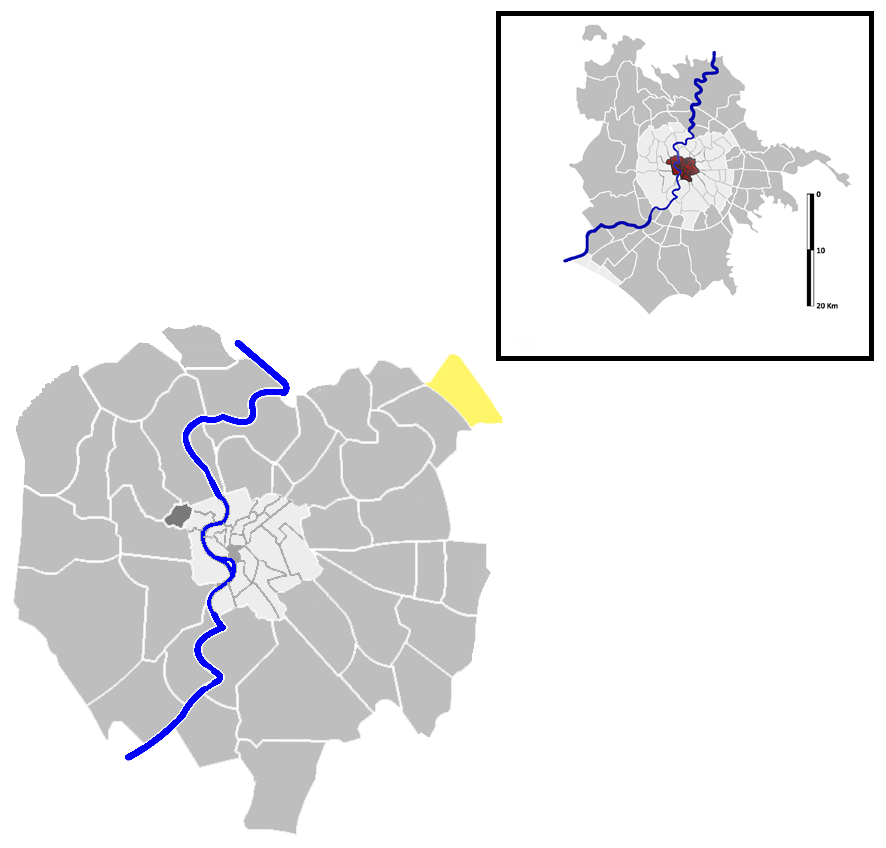
Lage von San Basilio in Rom

San Basilio ist ein Quartier im Nordosten der italienischen Hauptstadt Rom. Der Name leitet sich von der Via San Basilio. Es wird als Q.XXX bezeichnet und ist Teil von Municipio IV. Es hat 22.711 Einwohner und eine Fläche von 3,7818 km².
Es bildet die mit dem Code 5.e bezeichnete « zone urbanistiche », mit 26.210 Einwohnern und einer Fläche von 6,20 km².

## Geschichte
Das Quartier wurde am 13. September 1961 gegründet.

## Besondere Orte
- San Cleto
- San Benedetto Giuseppe Labre
- San Basilio